# Saint-Merd-la-Breuille
Saint-Merd-la-Breuille är en kommun i departementet Creuse i regionen Nouvelle-Aquitaine i de centrala delarna av Frankrike. Kommunen ligger i kantonen La Courtine som tillhör arrondissementet Aubusson. År 2022 hade Saint-Merd-la-Breuille 195 invånare.

## Befolkningsutveckling
Antalet invånare i kommunen Saint-Merd-la-Breuille
Referens:INSEE